# Petites Antilles
Les Petites Antilles són un grup d'illes del Mar Carib. Constitueixen un arc d'illes volcàniques entre el Carib a l'oest i l'oceà Atlàntic a l'est. Una part de les illes s'estenen al llarg de la costa nord de Veneçuela (Amèrica del Sud). Les Petites Antilles i les Grans Antilles componen les Antilles, que, sumades a les Bahames, les Illes Caiman i les Illes Turks i Caicos, constitueixen les Índies Occidentals.
Les illes són part d'un llarg arc d'illes volcàniques, la majoria de les quals es troben al voltant de la part oriental del mar Carib al límit oest amb l'oceà Atlàntic, i algunes de les quals es troben en una franja sud-est d'aquest mateix mar, just al nord d'Amèrica del Sud. Les Petites Antilles més o menys coincideixen amb la vora exterior de la placa del Carib, i moltes es van formar com a resultat de la subducció, quan una o més plaques de l'Atlàntic van lliscar per sota de la placa del Carib.
Políticament, les Petites Antilles es divideixen en 8 països insulars independents, 3 territoris britànics d'ultramar, 2 departaments ultramarins de França, 2 col·lectivitats ultramarines de França, 3 països autònoms del Regne dels Països Baixos, 3 municipis especials del Regne dels Països Baixos, 1 àrea insular dels Estats Units, i 2 entitats federals de Veneçuela.
Les llengües principals, per ordre d'importància, són l'anglès, el francès, l'espanyol, el papiament i el neerlandès.

## Terminologia regional
Les Petites Antilles es poden considerar repartides en tres grans grups d'illes, un al nord, l'altre al sud, formen entre els dos un gran arc d'illes volcàniques que separa el mar Carib de l'oceà Atlàntic, i el tercer grup al sud-oest, paral·lel a la costa veneçolana. S'empren dos sistemes de classificació diferents per als grups d'illes, depenent de la llengua en la que es parla, i, de fet, no és possible traduir literalment, sinó que es produeix alguna contradicció molt curiosa entre l'anglès, d'una banda, i el francès, l'espanyol i el neerlandès, de l'altra.
Els dos grups principals d'illes, que formen l'arc, en francès són conjuntament les Illes du Vent (Barlovento en espanyol), però en anglès es parla de les Leeward Islands al nord (Illes Verges, Barbuda, Antigua, Guadeloupe, Montserrat i Dominica, entre altres) i de les Windward Islands al sud (Martinica, Saint Lucia, Saint Vincent, Grenada, etc.; també s'hi inclou Barbados, que és fora de l'arc d'illes, i Trinitat i Tobago, que en realitat són a la costa veneçolana). En canvi, el tercer grup rep el nom d’Islas de Sotavento en espanyol, però s'inclouen a les Windward Islands en anglès (les illes ABC neerlandeses i l'illa Margarita i altres que pertanyen a Veneçuela).
El concepte de "barlovento" o "windward" es refereix a la zona on el vent és més favorable a la navegació de l'est cap a l'oest, mentre que el "sotavento" o "leeward" seria el contrari, però tot depèn del punt de vista. Els corrents i els vents que permetien fer les travessies transoceàniques més ràpides portaven els vaixells de vela per l'estret que separa les illes Windward i les Leeward, entre la Dominica i Martinica.
En català se solen subdividir en les illes de Sobrevent i les de Sotavent.

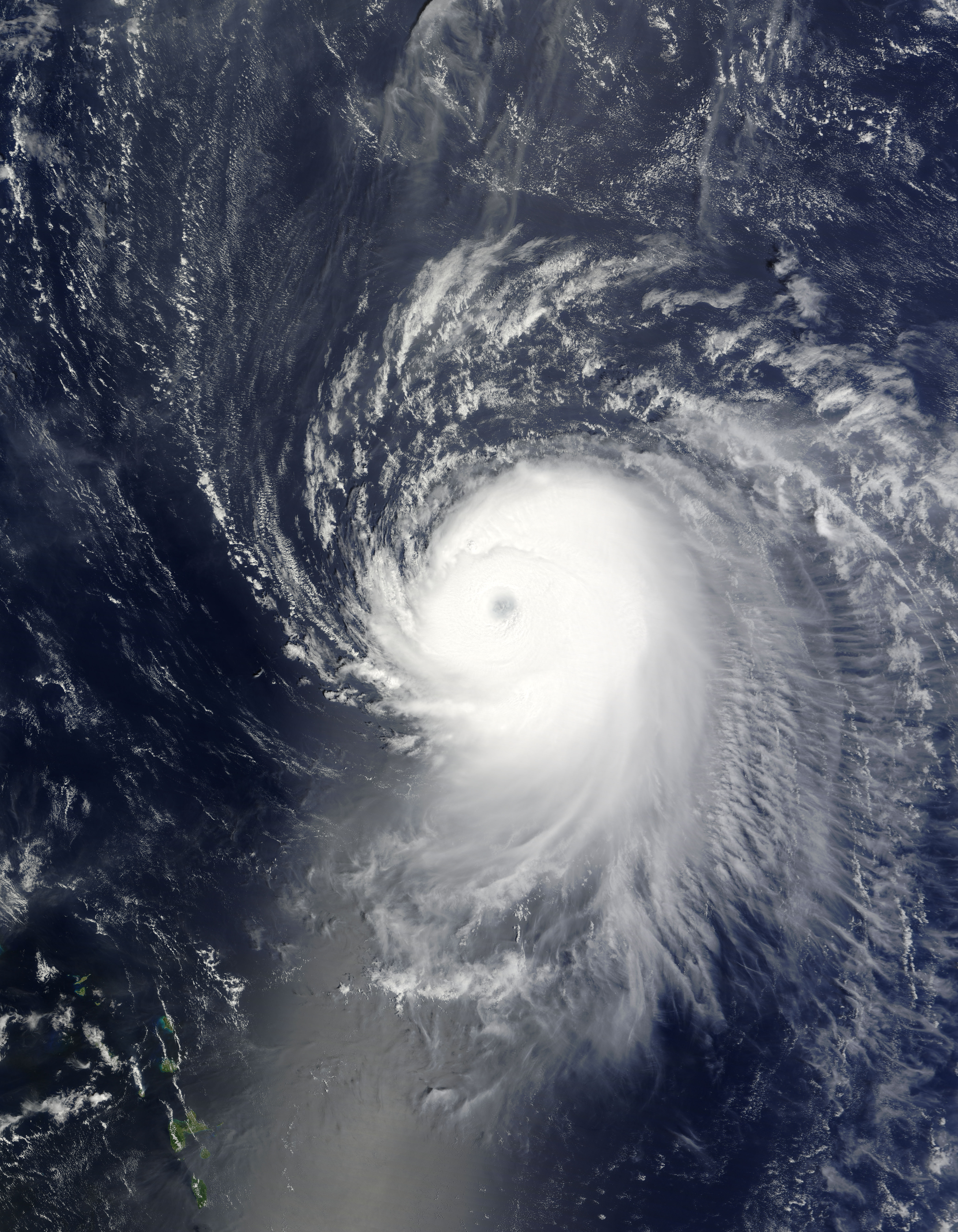
L'huracà Ike el 2008 amenaçant St. Kitts & Nevis, Montserrat, Antigua & Barbuda, Guadeloupe, Marie-Galante i Dominica, de dalt a baix.

| Anglès                         |
| Francès, espanyol i neerlandès |

## Geografia i geologia

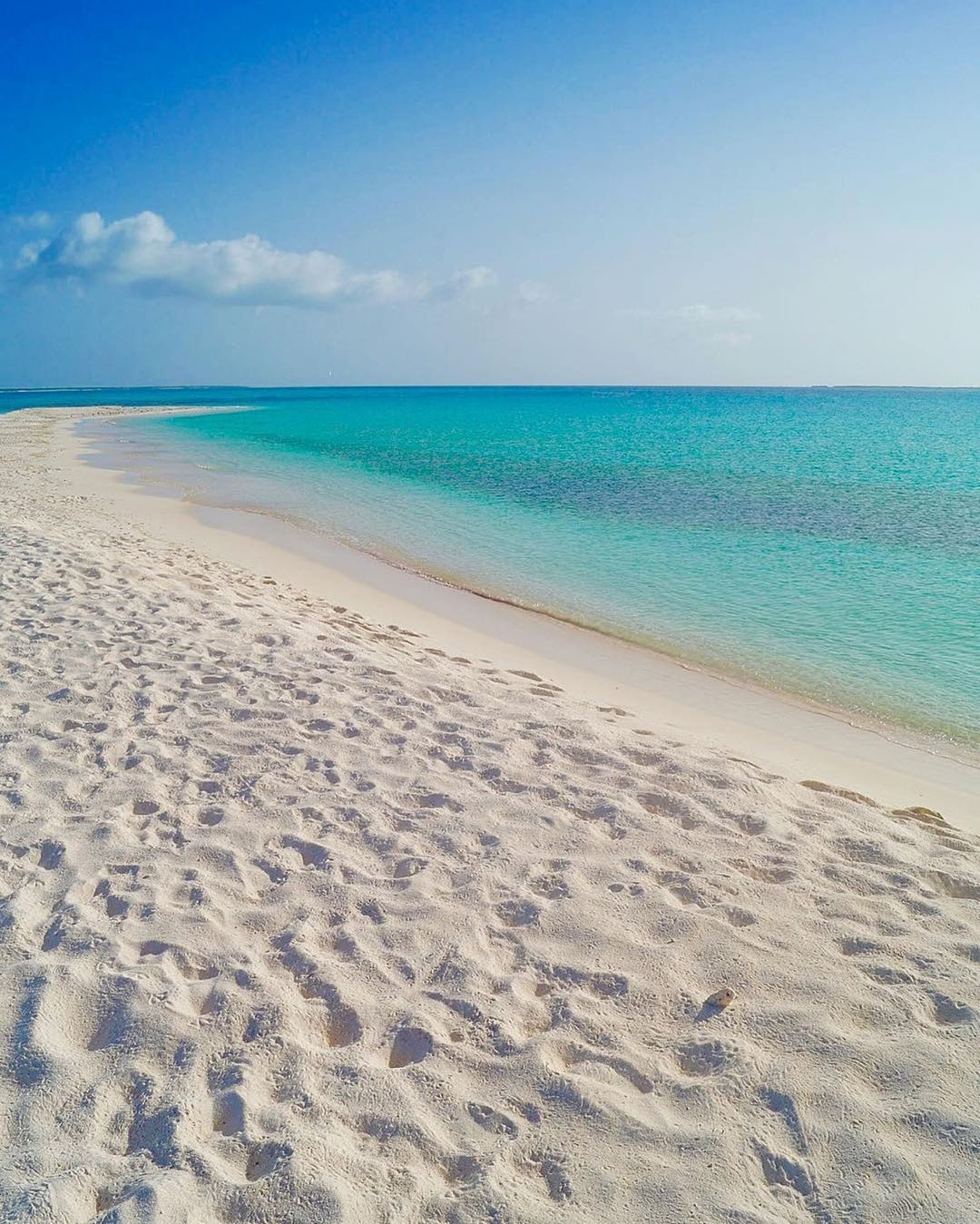
La Tortuga, illa que forma part de les Dependències Federals de Veneçuela

- El pic més alt és La Soufrière (1467 m) situat a l'illa de Basse-Terre, a l'arxipèlag de Guadalupe.
- La fossa oceànica més profunda, que es troba a l'Atlàntic (–8800 m), és la fossa de Puerto Rico, al llarg de les Illes Verges estatunidenques.
- S'estenen per 14.307 quilòmetres quadrats, dels quals més de la meitat pertanyen a la sobirania de dos països: Trinitat i Tobago amb més de 5.100 km², i França (departaments de Guadalupe i Martinica, i col·lectivitats de Sant Martí i Saint-Barthélemy (Antilles)) amb més de 2.800 km².
- La població total de les Antilles Menors rondaria els 3.970.000 habitants (l'any 2006), dels quals més de la meitat habiten a Trinitat i Tobago (1,36 milions) i als territoris francesos de Guadalupe, Martinica, Sant Martí i Saint-Barthélemy (Antilles) (800 mil), i a l'estat Nova Esparta de Veneçuela uns 400.000.
- Les Antilles Menors políticament pertanyen a tretze països: 8 països el territori dels quals està íntegrament dins de la Mar de les Antilles (Antigua i Barbuda, Barbados, Dominica, Grenada, Saint Kitts, Saint Vincent i les Grenadines, Saint Lucia, Trinitat i Tobago) i altres 5 països la major part dels quals del territori es troba fora de la Mar Carib (els Estats Units, França, Països Baixos, Regne Unit i Veneçuela).

### Geologia
Les Petites Antilles coincideixen sensiblement amb el límit de la Placa del Carib. Moltes illes es van formar per efecte de la subducció de la crosta submarina de la Placa nord-americana sota la Placa del Carib. Aquest procés encara dura i no només és el causant de l'aparició de la majoria d'illes, sinó també de l'activitat volcànica i sísmica de la regió. D'altra banda, les illes situades al llarg de la costa de Sud-amèrica procedeixen principalment del fregament entre la Placa sud-americana i la Placa del Carib, que és sobretot un moviment de colpejar i relliscar, però que també inclou un component de compressió.
Geològicament, l'arc insular de les Antilles Menors s'estén des de Granada en el sud fins a Anguilla en el nord. Les Illes Verges i l'Illa del Barret formen part geològicament de les Antilles Majors, mentre que Trinitat forma part d'Amèrica del Sud i Tobago és la resta d'un arc insular independent. Les Antilles de Sotavent són també un arc insular separat, que es relaciona amb Amèrica del Sud.

### Clima

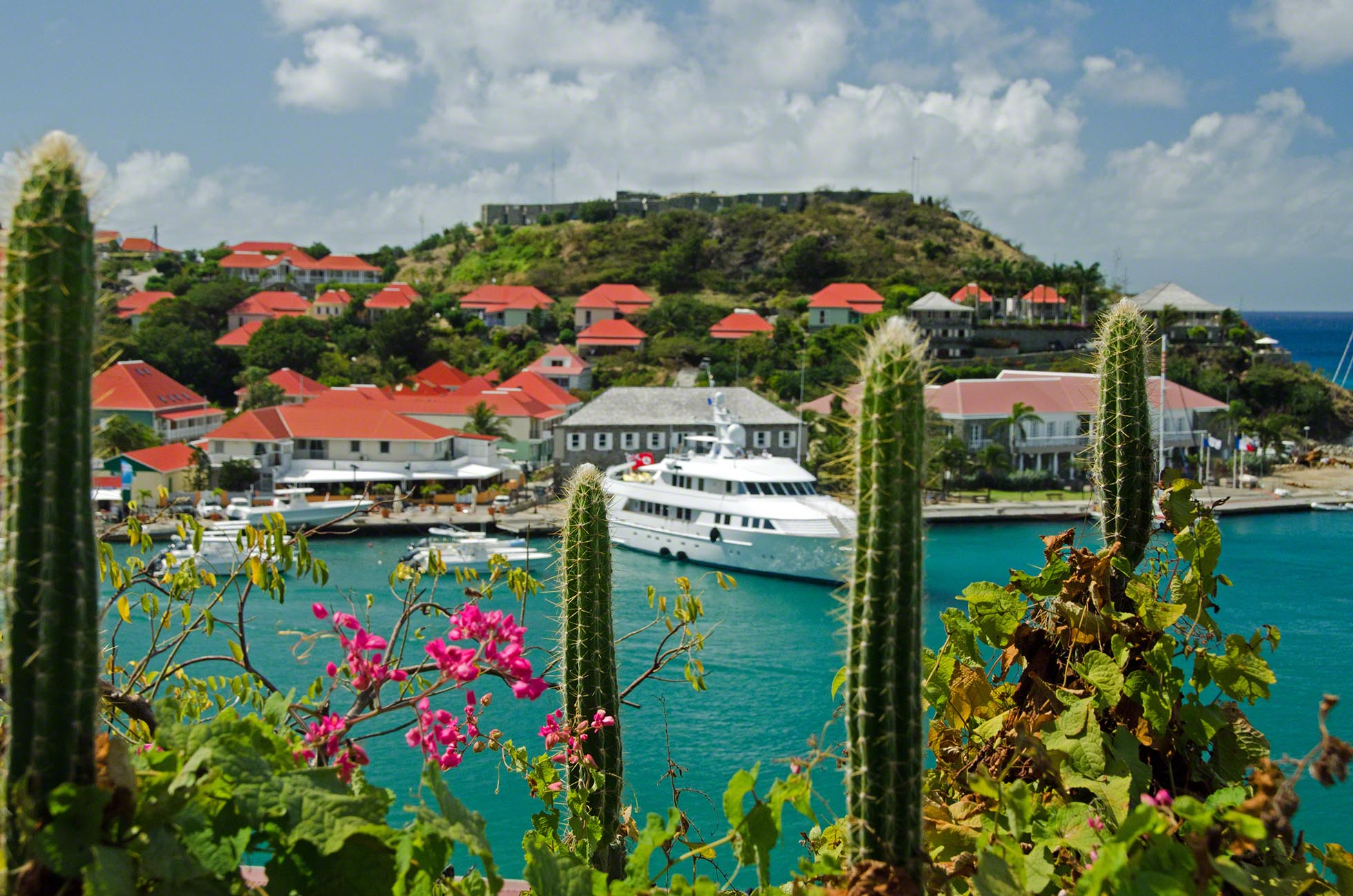
Gustavia, la capital de l'illa francesa de Saint-Barthélemy

El clima tropical càlid és agradablement temperat pels vents alisis més o menys constants durant tot l'any. Aquests vents són només interromputs per algunes tempestes sobre l'oceà Atlàntic. A l'interior, el clima és lleugerament més calent, i es refreda, amb l'altitud, i a mesura que augmenta la humitat també.
Es distingeixen clarament dues estacions:
- La temporada freda i seca (desembre a juny), període conegut com la Quaresma.
- La humida i calenta (juny-desembre) anomenada temporada d'huracans.

## Entitats polítiques
Les Petites Antilles es divideixen entre vuit estats sobirans i nombrosos territoris dependents del Regne Unit, França, els Països Baixos, els Estats Units i Veneçuela. La superfície total és de 13.012 km² i la població, 3.735.636 habitants (densitat, 287,09 hab/km²). Més d'un terç de la superfície i de la població de les Petites Antilles pertanyen a Trinitat i Tobago.

### Estats sobirans
| Estat                            | Superfície (km²) | Població (est. 1/7/2005) | Densitat (per km²) | Capital        | Llengua oficial | Llengua parlada          |
| -------------------------------- | ---------------- | ------------------------ | ------------------ | -------------- | --------------- | ------------------------ |
| Antigua and Barbuda              | 603              | 87                       | 144.3              | Saint John's   | anglès          | patois (dialecte anglès) |
| Barbados                         | 431              | 285                      | 660.0              | Bridgetown     | anglès          |                          |
| Dominica                         | 754              | 70                       | 96.3               | Roseau         | anglès          | crioll francès (?)       |
| Grenada                          | 344              | 0                        | 319.8              | Saint George's | anglès          |                          |
| Saint Kitts and Nevis            | 354              | 55                       | 154.8              | Basseterre     | anglès          |                          |
| Saint Lucia                      | 616              | 174                      | 282.0              | Castries       | anglès          |                          |
| Saint Vincent and the Grenadines | 389              | 0                        | 308.4              | Kingstown      | anglès          |                          |
| Trinidad and Tobago              | 5.128,000        | 1,353,953                | 249.3              | Port of Spain  | anglès          | hindi i criolls anglesos |

### Territoris dependents
| Territoris                                  | Superfície (km²) | Població (est. 1/7/2005) | Densitat (per km²) | Capital          | Llengua oficial     | Llengua parlada                      |
| ------------------------------------------- | ---------------- | ------------------------ | ------------------ | ---------------- | ------------------- | ------------------------------------ |
| Aruba (Països Baixos)                       | 193              | 103                      | 534,0              | Oranjestad       | neerlandès          | papiamento                           |
| Anguilla (Regne Unit)                       | 91               | 0                        | 132,0              | The Valley       | anglès              |                                      |
| Bonaire (Països Baixos)                     | 288              | 14                       | 246,3              | Kralendijk       | neerlandès          | papiamento                           |
| Curaçao (Països Baixos)                     | 444              | 181                      | 406,7              | Willemstad       | neerlandès          | papiamento                           |
| Guadalupe (França)                          | 0                | 0                        | 249,1              | Basse-Terre      | francès             | crioll                               |
| Martinica (França)                          | 1                | 0                        | 130                | Fort-de-France   | francès             | crioll                               |
| Montserrat (Regne Unit)                     | 120              | 5                        | 38,8               | Brades           | anglès              |                                      |
| Saba (Països Baixos)                        | 13               | 1                        | 109,5              | The Bottom       | neerlandès          | anglès                               |
| Saint-Barthélemy (França)                   | 21               | 7                        | 354,6              | Gustavia         | francès             | francès                              |
| Saint Martin (França)                       | 53               | 0                        | 675,0              | Marigot          | francès             | anglès, castellà, crioll, neerlandès |
| Sint Eustatius (Països Baixos)              | 34               | 0                        | 147,6              | Oranjestad       | neerlandès          | anglès                               |
| Sint Maarten (Països Baixos)                | 34               | 41                       | 1203,4             | Philipsburg      | neerlandès i anglès | anglès                               |
| Illes Verges Britàniques (Regne Unit)       | 153              | 0                        | 260,0              | Road Town        | anglès              |                                      |
| Illes Verges Nord-americanes (Estats Units) | 346              | 108                      | 313,1              | Charlotte Amalie | anglès              |                                      |

Algunes illes esteses al llarg de la costa nord de Veneçuela formen part integrant d'aquesta república i, per tant, no són un terridori dependent. Com que també són part de les Petites Antilles, es troben llistades a la secció següent.

## Llista d'illes

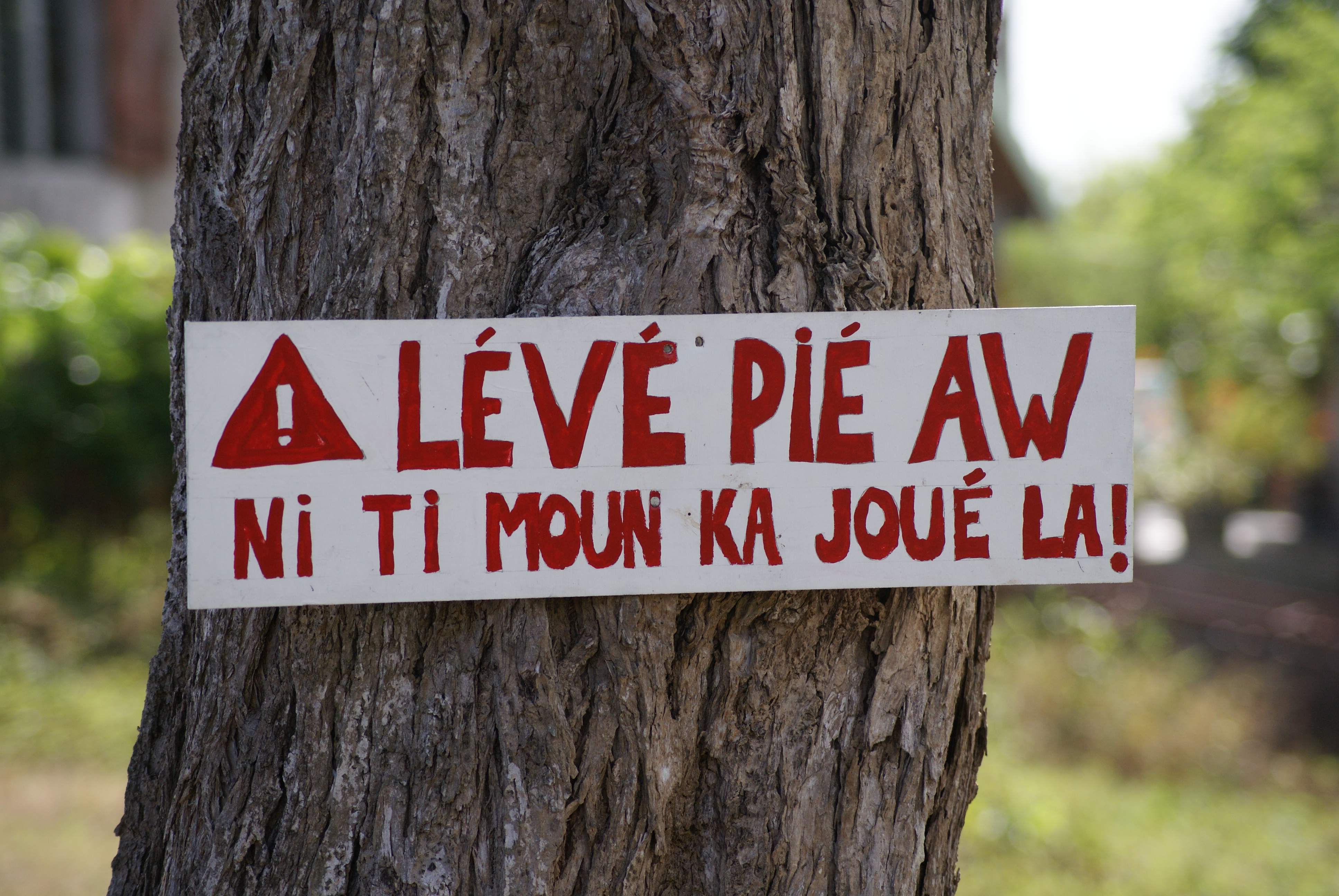
Crioll de Guadalupe: "Levez le pied, il y a des enfants qui jouent la".

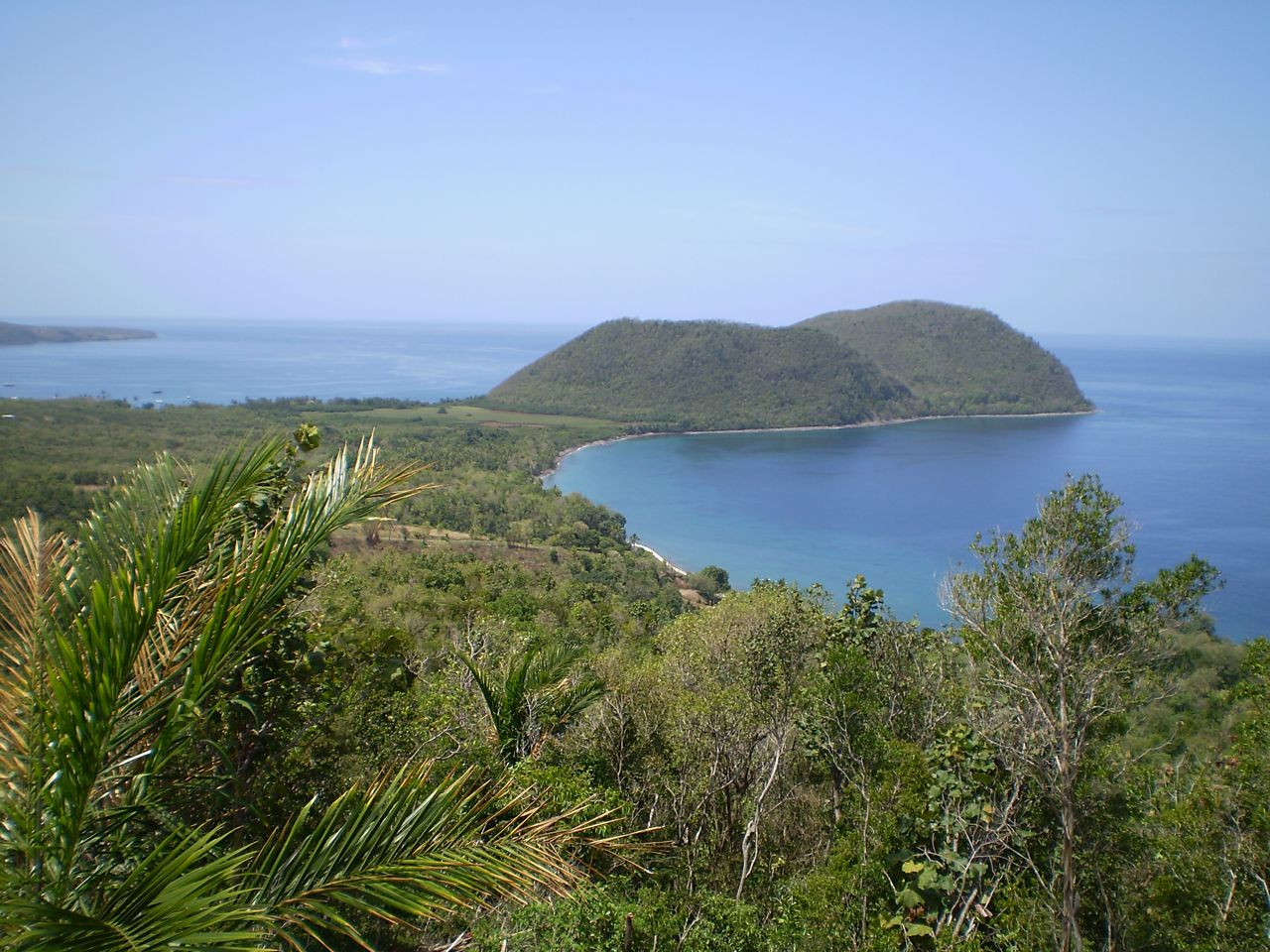
Una vista de Dominica.

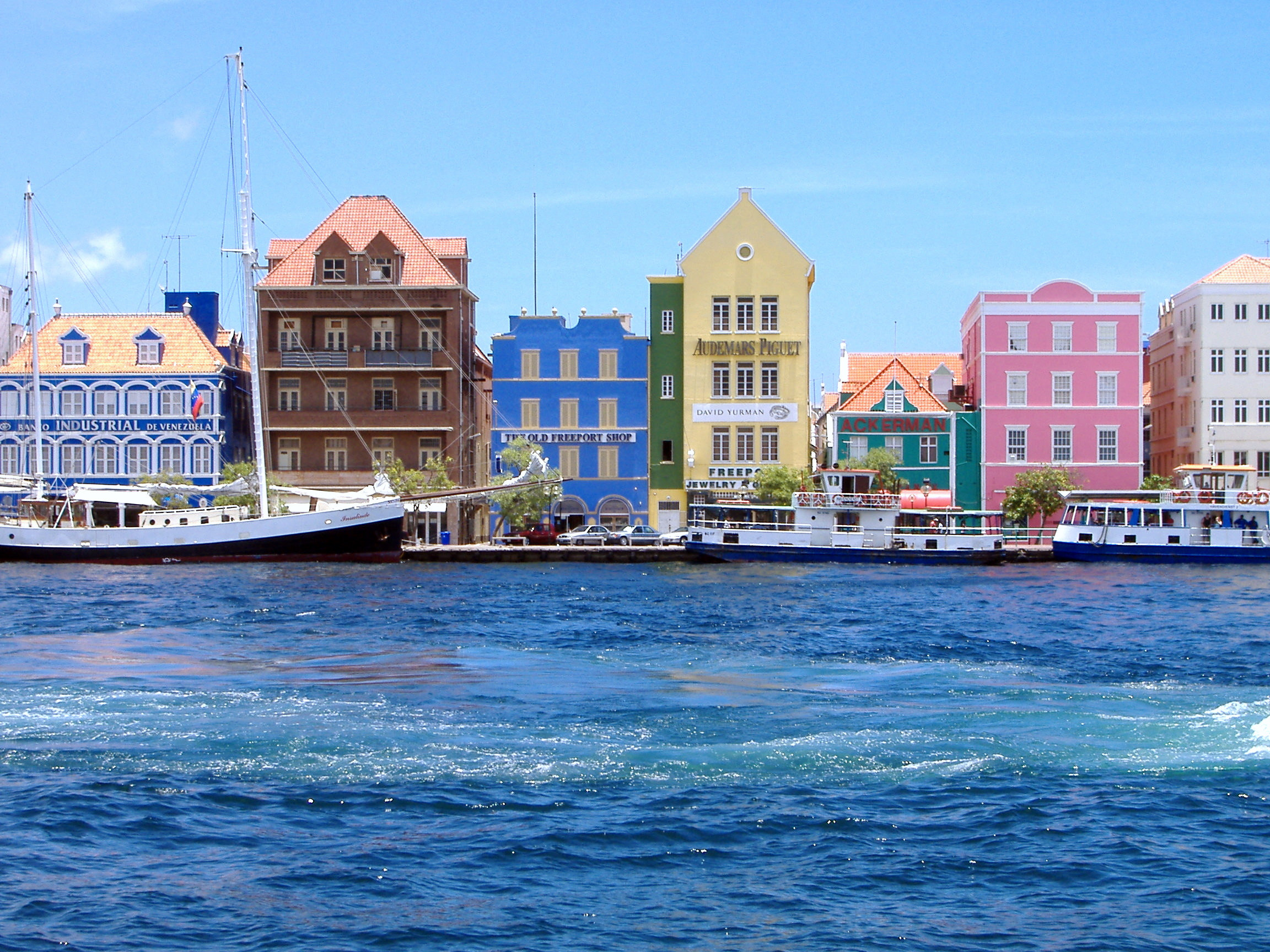
Cases holandeses amb colors caribenys a Curaçao.

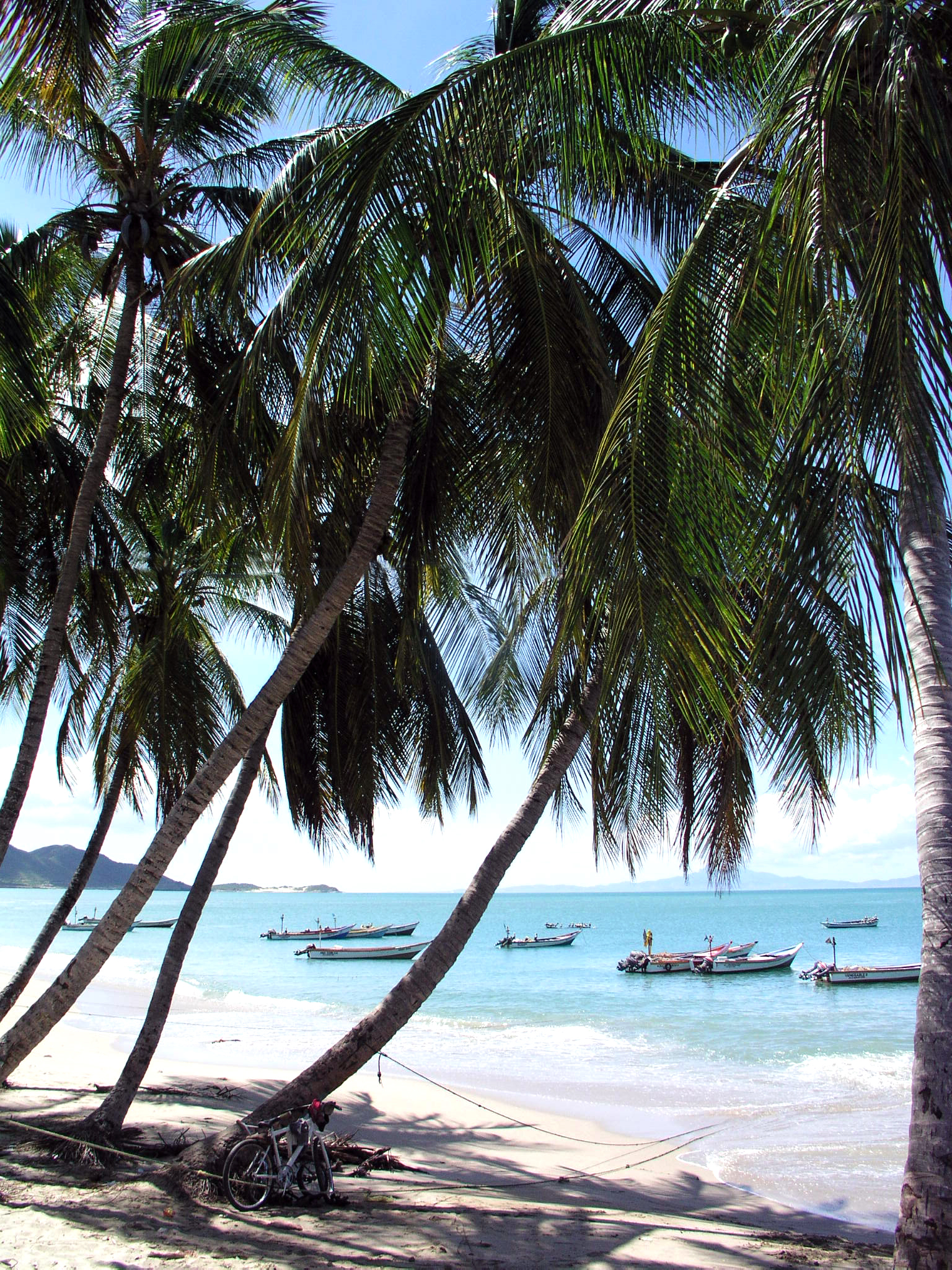
Una platja a l'illa Margarita.

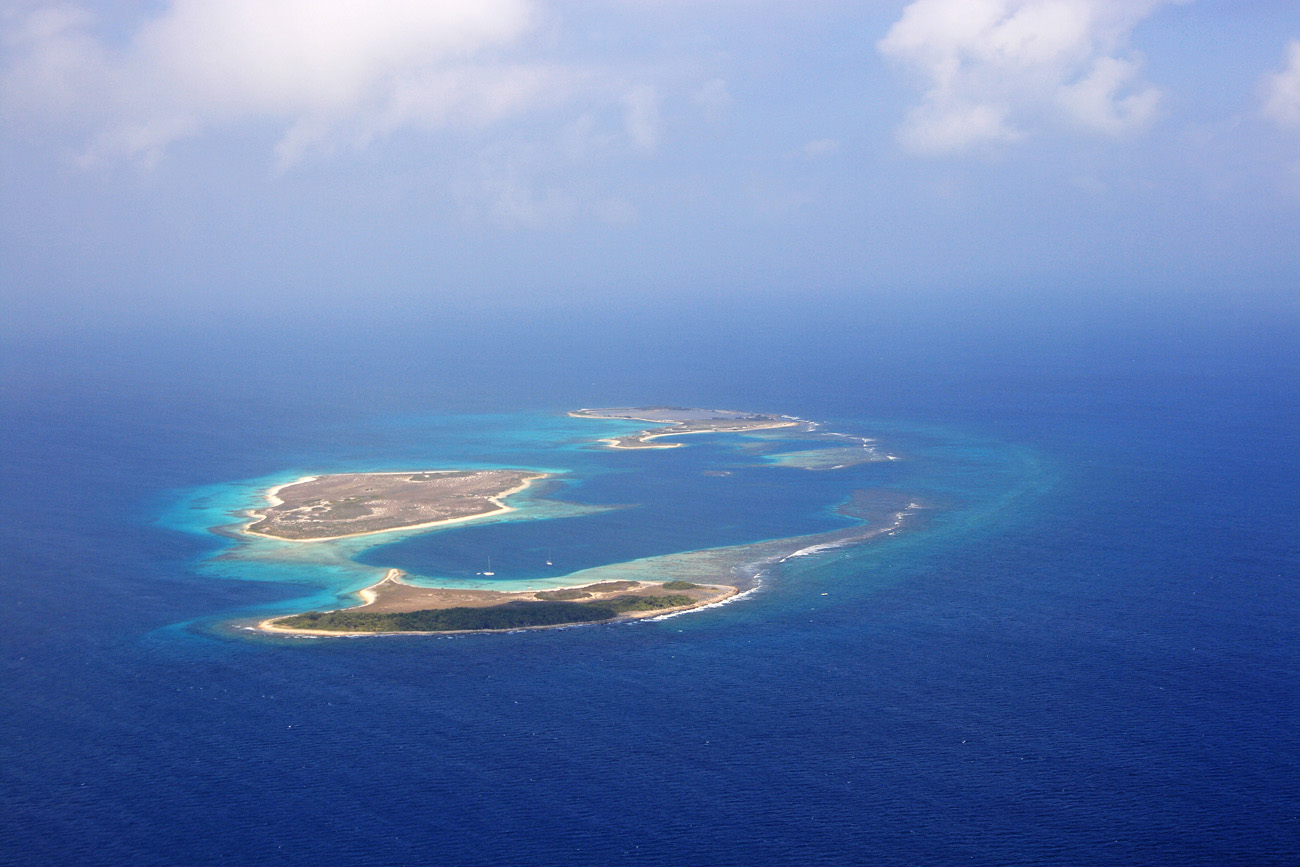
Los Roques

Les principals illes de les Petites Antilles són (de nord a sud, i després cap a l'oest): 

### Leeward Islands(Îles du Ventseptentrionals)
- Illes Verges Nord-americanes (Estats Units)
- Illes Verges Britàniques (Regne Unit)
- Anguilla (Regne Unit)
- Saint Martin/Sint Maarten (França/Països Baixos)
- Saint-Barthélemy (França)
- Saba (Països Baixos)
- Sint Eustatius (Països Baixos)
- Saint Kitts (St. Kitts i Nevis)
- Nevis (St. Kitts i Nevis)
- Barbuda (Antigua i Barbuda)
- Antigua (Antigua i Barbuda)
- Montserrat (Regne Unit)
- Guadalupe (França)
- Marie-Galante (França)
- Dominica (Dominica)

### Windward Islands(Îles du Vent meridionals)
- Martinica (França)
- Saint Lucia (Saint Lucia)
- Barbados (Barbados)[9][7]
- Saint Vincent (Saint Vincent i les Grenadines)
- Grenadines (Saint Vincent i les Grenadines/Grenada)
- Grenada (Grenada)

### Illes de Sotavento (costa nord de Veneçuela)
- Tobago (Trinitat i Tobago)
- Trinitat (Trinitat i Tobago)[2][10]
- Margarita (Veneçuela)
- Blanquilla (Veneçuela)
- La Tortuga (Veneçuela)
- Los Roques (Veneçuela)
- Bonaire (Països Baixos)
- Curaçao (Països Baixos)
- Aruba (Països Baixos)